# 12 Pułk Kolejowy
12 Pułk Kolejowy im. płk. Antoniego Grabowskiego (12 pkol) – oddział Zgrupowania Wojsk Kolejowych i Drogowych Sił Zbrojnych PRL.

## Historia
W 1961 w garnizonie Tarnowskie Góry został sformowany 12 Batalion Drogowy, który niedługo potem przeformowany został w 12 Batalion Kolejowy i podporządkowany dowódcy 1 Brygady Wojsk Kolejowych. W 1966 jednostka przeformowana została w 12 Pułk Kolejowy. 
11 października 1967 pułk otrzymał sztandar ufundowany przez pracowników węzła kolejowego w Tarnowskich Górach i Kopalni Węgla Kamiennego „Julian” w Piekarach Śląskich.
Pułk współpracował z ZSZ PKP czego wyrazem było ufundowanie przez JW 4117 w 1969 roku sztandaru szkoły.
W 1975 oddział otrzymał imię płk. Antoniego Grabowskiego ps. „Hiszpan” (1909–1943), uczestnika hiszpańskiej wojny domowej po stronie republiki i dowódcy Grupy Specjalnej Sztabu Głównego Gwardii Ludowej. 
W 1989 pułk przeformowany został w 12 Wojskowe Zakłady Budownictwa Kolejowego, a w następnym roku w 4 Ośrodek Przechowania Sprzętu. W 2001 ośrodek został rozformowany. 
Jednostka była odznaczona Złotą Odznaką „Zasłużony w rozwoju województwa katowickiego” i Srebrnym Krzyżem „Za Zasługi dla ZHP”.

## Dowódcy
- płk Kazimierz Lubryka (1961–1966)
- płk Marian Gembora (1966–1970)
- płk Stanisław Jakubiuk (1970–1976)
- płk Andrzej Adamowicz (1976–1979)
- płk Walerian Kabara (1979–1984)
- płk Janusz Drozdowski (1984-1989)
- płk Wojciech Szczepkowski (1989–2001)